# Pietrari (Vâlcea)
Pour les articles homonymes, voir Pietrari.
Pietrari est une commune du județ de Vâlcea en Roumanie.